# Stadion Vladimíra Dostála
Stadion Vladimíra Dostála is een voetbalstadion in Holice, een wijk in de Tsjechische stad Olomouc. Het stadion is de thuishaven van de voetbalclub 1. HFK Olomouc, die hier sinds 1954 speelt. Tot 2000 was het stadion niet veel maar dan een veld en een gebouw met kleedkamers, maar omdat de club naar de 2. liga was gepromoveerd, werden de eerste twee tribunes langs het veld gebouwd. In 2006 werd een derde tribune gebouwd. Tot 1 juli 2019 droeg het stadion de naam Stadion 1. HFK Olomouc, sindsdien is het stadion vernoemd naar Vladimír Dostál. Het seizoen 2023/24 speelde Fortuna národní liga-club 1. SK Prostějov haar thuiswedstrijden in het stadion omdat het eigen stadion, Stadion Za Místním nádražím, gerenoveerd werd.
Andrův stadion (SK Sigma Olomouc) ·
Ďolíček (Bohemians Praag 1905) ·
Fotbalový stadion Střelecký ostrov (SK Dynamo České Budějovice) ·
Letní stadion (FK Pardubice) ·
Malšovická aréna (FC Hradec Králové) ·
Městský stadion (MFK Karviná) ·
Městský stadion (FK Mladá Boleslav) ·
Městský stadion v Ostravě-Vítkovicích (FC Baník Ostrava) ·
Městský fotbalový stadion Miroslava Valenty (1. FC Slovácko) ·
Na Julisce (FK Dukla Praag) ·
Stadion Na Stínadlech (FK Teplice) ·
Fortuna arena (SK Slavia Praag) ·
Stadion města Plzně (FC Viktoria Pilsen) ·
Stadion Sparty na Letné (AC Sparta Praag) ·
Stadion Střelnice (FK Jablonec) ·
Stadion u Nisy (FC Slovan Liberec)
Andrův stadion (SK Sigma Olomouc „B“) ·
Letná (FC Zlín) ·
Městský fotbalový stadion Srbská (FC Zbrojovka Brno) ·
Městský stadion (Slezský FC Opava) ·
Městský stadion v Kotlině (FK Varnsdorf) ·
Městský stadion v Ostravě-Vítkovicích (FC Baník Ostrava „B“) ·
Hřiště v Kvapilově ulici (FC Silon Táborsko) ·
Sportovní areál Drnovice (MFK Vyškov) ·
Sportovní areál Na Chvalech (SK Slavia Praag "B") ·
Stadion FK Viktoria Žižkov (FK Viktoria Žižkov / AC Sparta Praag „B“) · 
Stadion SK Líšeň (SK Líšeň 2019) ·
Stadion v Jiráskově ulici (FC Vysočina Jihlava) ·
Stadion v Kollárově ulici (FC Sellier & Bellot Vlašim) ·
Stadion Za Místním nádražím (1. SK Prostějov) ·
Stadion Za Vodojemem (MFK Chrudim) ·
Stadion Evžena Rošického · Strahovstadion